# Дом Мартина
Дом Мартина — историческое здание в Твери, образец деревянного модерна. Памятник архитектуры регионального значения. Находится в Затверечье, на улице Кропоткина, 31.
В 1904 году владелец Московского пивоваренного завода Отто Мартин решил построить в Твери загородную дачу. Здание было построено в 1910 году. Дом деревянный в стиле модерн, с элементами готики. Одной из его главных особенностей является двухэтажная восьмигранная башня с крутым шатром.
В 1917 году Отто Мартин покинул Россию. В советское время дом использовался различными службами, потом пострадал от пожара.
К 110-летию здания оно было восстановлено на средства мецената Эдварда Олеговича Човушяна. Верхнюю часть дома реконструировали по старинным чертежам, на башне была установлена скульптура петуха весом 120 кг.